# Baixador del tren d'Olot
El Baixador del tren d'Olot és una obra d'Amer (Selva) inclosa a l'Inventari del Patrimoni Arquitectònic de Catalunya.

## Descripció
Baixador del tren caracteritzat per una andana de 43 m de llargada i una escala d'accés al camí que va d'Amer al Colomer, prop de l'embotelladora Fonter-Font Vella i la Font Picant.
L'escala conduïa directament de l'andana a l'antic Hotel de la Font Picant.
L'estructura, de planta rectangular, mitjançant un aterrassament i una escala en forma d'ela, permet salvar el desnivell des del pas del tren a l'entrada de l'hotel. Malgrat el seu estat de conservació, encara s'identifiquen tots els seus elements bàsics, com ara les parets, l'escala i les balustrades.
Hi ha sis trams de balustrada, tres a cada costat de l'escala. Els barrots, en forma de doble gerra i motllurats, són de ciment i ànima de ferro, emmotllats, i només en queden en peu una desena dels setanta que hi debia haver.
Les parets són arrebossades imitant la forma de grans blocs i de franges decoratives verticals.

## Història
Des de principis del segle xx, cal destacar l'aprofitament comercial de les font picant (1903, amb el nom d'Amer Palatín). S'hi organitzaren al voltant xalets i torres d'estiueig, gràcies a la proximitat del baixador del Tren d'Olot i hi existí, davant mateix del baixador, i fins als anys 60, el famós Hotel de la Font Picant.
Aquesta obra vinculada amb el carrilet i amb l'establiment de l'hotel, està datada de 1911.
Des del tancament de l'hotel, el 1963, i la desaparició de la línia de ferrocarril, el 1969, s'ha anat deteriorant progressivament. Actualment només en resta l'estructura bàsica, la terrassa per salvar el desnivell i les escales, ja que les baranes estan en molt mal estat de conservació.